# Scinax tupinamba
Scinax tupinamba es una especie de anfibio anuro de la familia Hylidae. Es endémica de la Mata Atlántica en el suroeste del estado de Río de Janeiro, Brasil.
Su coloración varía entre marrón amarillento y marrón oscuro y tiene algunas manchas y motas oscuras por el cuerpo. Mide entre 16 y 22.6 mm de longitud, siendo las hembras de ligeramente mayor tamaño. Se reproduce en bromelias: los machos llaman desde ellas, las hembras depositan un número muy pequeño de huevos en estas plantas - máximo cinco - y sus renacuajos se desarrollan en el agua acumulada entre sus hojas. Su nombre es en honor de los Tupinambá.